# Кансела, Мигель Анхель
Мигель Анхель Кансела Гарсия (исп. Miguel Ángel Cancela García; 21 мая 1993 года, Халапа-Энрикес) — мексиканский футболист, играющий на позиции защитника. Ныне выступает за мексиканский клуб «Альбинегрос де Орисаба».

## Клубная карьера
Мигель Анхель Кансела начинал свою карьеру футболиста в мексиканском клубе «Ла-Пьедад» в лиге Ассенсо МХ. В середине 2013 года он перешёл в «Веракрус». 15 февраля 2014 года он дебютировал в мексиканской Примере, выйдя в основном составе в домашнем матче с «Толукой». В сезоне 2015/16 Кансела на правах аренды выступал за команду Ассенсо МХ «Кафеталерос де Тапачула», а во второй половине 2016 года — за «Альбинегрос де Орисаба».

## Достижения
«Ла-Пьедад»
- Победитель Ассенсо МХ (1): 2012/13